# Prodelki v starinnom dukhe
Prodelki v starinnom dukhe (russisk: Проделки в старинном духе) er en sovjetisk spillefilm fra 1986 af Aleksandr Pankratov.

## Medvirkende
- Darja Mikhajlova som Katenka
- Vladimir Samojlov som Kobelev Nikolaj
- Nikolaj Trofimov som Ivan Akimovitj
- Mikhail Kononov som Aleksej
- Aleksej Nesterenko som Vladimir Kobelev